# Olivier Custodio
Oliver Custodio Da Costa (1995. február 10. –) svájci korosztályos válogatott labdarúgó, a Lausanne-Sport középpályása és csapatkapitánya.

## Sikerei, díjai
Lausanne-Sport
- Challenge League
  - Feljutó (2): 2015–16, 2022–23

Lugano
- Svájci Kupa
  - Győztes (1): 2021–22